# Det finns en stund av ljuvlig ro
Det finns en stund av ljuvlig ro är en psalmsång med text av Horatius Bonar och som sjungs till en engelsk melodi.

## Publicerad i
- Musik till Frälsningsarméns sångbok 1907 som nr 39.
- Frälsningsarméns sångbok 1929 som nr 143 under rubriken "Helgelse - Bön om helgelse och Andens kraft".
- Frälsningsarméns sångbok 1968 som nr 229 under rubriken "Det Kristna Livet - Andakt och bön".
- Frälsningsarméns sångbok 1990 som nr 455 under rubriken "Ordet och bönen".